# カスカハルの石塊

カスカハルの石塊の模写

カスカハルの石塊（カスカハルのせっかい、Cascajal Block）とは、1990年代の末にメキシコのベラクルス州で発見された古代の石塊。文字のようなものが記されており、2006年にこれがオルメカの文字(オルメカ文字)であり、アメリカ大陸最古の文字として発表されたために話題になった。

## 概要
オルメカ文明では世界樹のような複雑な図像を発達させた。一部の学者は文字らしき記号の存在を指摘していたが、終末期（エピ・オルメカ）を除いて文字と呼べるものは使われていなかったというのが従来の一般的な見解だった。
ベラクルス州ハルティパン・デ・モレロス郡ロマス・デ・タカミチャパンの採石場で1990年代末の道路工事の際に蛇紋岩の石塊が発見された。その後、国立人類学歴史研究所のベラクルス州のセンターのロドリゲス・マルティネスとオルティス・セバヨスが1999年に調査した。出土地は古代の遺跡であることがわかり、カスカハルと名付けられた。
石塊の表面はおおむね長方形で、長い方の一辺が約15インチ（38センチメートル）ほどの小さなものであり、片面に62文字が記されている。文字の種類は28種類で、同じ文字が最大4回くり返し出現する。伴出した土器破片から、紀元前900年ごろのものと考えられるという。
文字は細長く、昆虫やトウモロコシなどの植物のように見えるものもあるが、抽象的な形をしたものもある。未解読だが、実際に紀元前900年ごろのオルメカ文字だとするならば、アメリカ大陸の文字の歴史は、それまで最古だったサン・ホセ・モゴテのサポテカ文字（紀元前6世紀）より大幅にさかのぼることになる。

## 反響
アメリカ最古の文字発見についての論文は2006年の『Science』に発表され、大きく報道された。しかし多くの考古学者は当否の判断を控えた。考古学的な発掘による発見ではないため、贋作の可能性や、出土状況がはっきりしないこと、他に例がないことなどが問題視された。
2009年にノースカロライナ大学のモーラ・マリンは、文字の並びから考えて、この石塊は右に90度傾けて縦書きに読む（行は左から右へ進む）べきだと論じた。ただし、そうすると昆虫の足が上を向いてしまうことになる。